# Patrizia Reggiani
Patrizia Reggiani (született Patrizia Martinelli, Vignola, 1948. december 2. –) Maurizio Gucci olasz divatcsászár volt felesége, akit börtönbüntetésre ítéltek, miután rábizonyosodott, hogy egy bérgyilkossal megölette exférjét. Az olasz sajtóban a nagy nyilvánosságot kapott pert követően elnevezték a „fekete özvegynek”.

## Gyermekkora és házassága Maurizio Guccival
Patrizia Martinelli Észak-Olaszországban, a Modena megyében található Vignolában született. Szerény körülmények között nevelkedett, édesapját sosem ismerte. Mikor Patrizia 12 éves volt, édesanyja feleségül ment egy gazdag üzletemberhez, Ferdinando Reggianihoz.
Patrizia 1970-ben egy partin ismerkedett meg Maurizio Guccival, a híres Gucci divatmárka örökösével. Két évvel később New York Cityben össze is kötötték az életüket. Maurizio édesapja, Rodolfo Gucci kezdetben nem támogatta kapcsolatukat, mert azt gondolta Patriziáról, hogy csak fel akar törni a társadalmi ranglétrán, és a pénzért van a fiával, később mégis egy luxus penthouse-t ajándékozott az ifjú párnak a New York-i Olympic Towerben. Patrizia egyre aktívabb lett a New York-i előkelők körében, rendszeresen  megjelent partikon és divateseményeken, és összebarátkozott Jacqueline Kennedy Onassisszal is. Két lánygyermeknek adott életet: 1976-ban született Alessandra, 1981-ben pedig Allegra.
1982-ben Patrizia és Maurizio úgy döntöttek, hogy visszaköltöznek Milánóba. 1985-ben Gucci azt mondta neki, hogy egy rövid üzleti útra indul Firenzébe; másnap azonban egy barátján keresztül már azt üzente Patriziának, hogy nem jön többé vissza, és vége a házasságuknak. 1993-ban Maurizio Paola Franchival kezdett randizni, ami mérhetetlenül feldühítette és féltékennyé tette Patriziát. Válásuk 1994-ben vált hivatalossá. A megállapodás értelmében Gucci éves szinten 1,47 millió dollár tartásdíjat fizetett Patriziának. A határozat szerint többé nem használhatta a Gucci vezetéknevet, azonban ő ezt figyelmen kívül hagyta, és azt nyilatkozta: „Még mindig Guccinak érzem magam, sőt a leginkább Guccinak mind közül”.

## Exférje meggyilkoltatása
Egy évvel válásuk után, 1995. március 27-én Maurizio Guccit az irodája előtt lelőtte egy bérgyilkos, miközben épp munkába igyekezett. Meggyilkolása napján Patrizia egyetlen szót írt naplójába: paradeisos, amely görögül paradicsomot jelent. Patriziát 1997. január 31-én tartóztatták le, és azzal vádolták, hogy ő volt, aki felbérelte a bérgyilkost, hogy megölje exférjét. A tárgyalássorozat hatalmas médiaérdeklődést váltott ki, a sajtóban pedig „A fekete özvegyként” kezdtek hivatkozni rá. A vád szerint Patrizia indítékai a féltékenység, a pénz és Maurizio iránt érzett gyűlölete volt. Sokat veszekedtek, amiért Patrizia bele kívánt szólni a Gucci-vagyon kezelésébe, illetve meg akarta akadályozni, hogy exférje elvegye Paola Franchit. A közelgő esküvő megfelezte volna tartásdíját, ami így évi 860 000 dollárra csökkent volna, amire azt mondta, hogy annyit ért volna, mint „egy tál lencse”. Az adósságai miatt bérgyilkosnak állt Benedetto Ceraulo egykori pizzériatulajdonost Patrizia bérelte fel barátnőjén, a parafenoménként tevékenykedő Giuseppina "Pina" Auriemmán keresztül.

### Börtönbüntetése
1997-ben Patrizia Reggianit 29 év börtönbüntetésre ítélték a gyilkosság megszervezése miatt. Később kérelmet adott be, hogy tegyék semmissé az ítéletet arra hivatkozva, hogy agydaganata befolyásolta tetteit. 2000-ben a fellebbviteli bíróság Milánóban fenntartotta az ítéletet, viszont a börtönbüntetést 26 évre csökkentette. Még ebben az évben öngyilkosságot kísérelt meg, a lepedőjével próbálta felakasztani magát, a börtönőrök azonban időben észrevették. Habár a szabályok egyértelműen tiltják kisállatok tartását, 2005-ben Patrizia ügyvédeinek sikerült elintéznie, hogy vadászgörénye vele élhessen a börtönben. 2011 októberében lehetősége nyílt volna a börtönön kívüli nappali munkavégzésre, de akkor lemondott róla, azt hangoztatva, hogy nem lenne rá képes, mivel soha életében nem dolgozott, és nem is fog már. Jó magaviseletének köszönhetően 2016 októberében szabadlábra helyezték, miután 18 évet letöltött büntetéséből.

## Börtön utáni élete
Szabadulása után a Bozart milánói ékszerbutikban dolgozott kreatív munkatársként. Milánóban él, és általában papagájával a vállán szokták lencsevégre kapni.

## Dokumentumfilm
2020-ban Jovica Nonkovic rendezésében Lady Gucci - Patrizia Reggiani története (Lady Gucci - La storia di Patrizia Reggiani) címmel dokumentumfilm készült az életéről, amelyben Reggiani saját szemszögéből meséli el történetét.

## A popkultúrában
A Gucci-ház címmel 2021 novemberében jelent meg a film, mely Patrizia Reggiani házasságáról és exférjének megöletéséről szól. A film rendezője Ridley Scott, Patrizia szerepét pedig Lady Gaga játssza. 2021 márciusában Patrizia azt nyilatkozta, hogy örül annak, hogy Lady Gaga fogja alakítani, szerinte hasonlítanak is egymásra külsőleg, azonban zavarta a tény, hogy Gaga nem kereste fel, mielőtt elfogadta volna a szerepet. Gaga több interjúban is elmondta, hogy szándékosan nem lépett kapcsolatba Reggianival. „Nem akartam, hogy bárki is megmondja nekem, ki volt Patrizia Gucci. Még maga Patrizia Gucci sem” - nyilatkozta.